# Pouligney-Lusans
Pouligney-Lusans és un municipi francès situat al departament del Doubs i a la regió de Borgonya - Franc Comtat. L'any 2007 tenia 745 habitants.

## Demografia

### Població
El 2007 la població de fet de Pouligney-Lusans era de 745 persones. Hi havia 252 famílies de les quals 40 eren unipersonals (28 homes vivint sols i 12 dones vivint soles), 76 parelles sense fills, 128 parelles amb fills i 8 famílies monoparentals amb fills.
La població ha evolucionat segons el següent gràfic:
Habitants censats

### Habitatges
El 2007 hi havia 281 habitatges, 268 eren l'habitatge principal de la família, 6 eren segones residències i 7 estaven desocupats. 260 eren cases i 20 eren apartaments. Dels 268 habitatges principals, 219 estaven ocupats pels seus propietaris, 47 estaven llogats i ocupats pels llogaters i 2 estaven cedits a títol gratuït; 1 tenia una cambra, 5 en tenien dues, 18 en tenien tres, 56 en tenien quatre i 188 en tenien cinc o més. 229 habitatges disposaven pel capbaix d'una plaça de pàrquing. A 107 habitatges hi havia un automòbil i a 153 n'hi havia dos o més.

### Piràmide de població
La piràmide de població per edats i sexe el 2009 era:
| Homes | Edats   | Dones |
| ----- | ------- | ----- |
| 0     | 95 o +  | 0     |
| 4     | 90 a 94 | 0     |
| 0     | 85 a 89 | 0     |
| 0     | 80 a 84 | 0     |
| 4     | 75 a 79 | 8     |
| 12    | 70 a 74 | 4     |
| 16    | 65 a 69 | 28    |
| 0     | 60 a 64 | 4     |
| 4     | 55 a 59 | 8     |
| 24    | 50 a 54 | 12    |
| 40    | 45 a 49 | 40    |
| 48    | 40 a 44 | 28    |
| 32    | 35 a 39 | 52    |
| 12    | 30 a 34 | 24    |
| 20    | 25 a 29 | 4     |
| 32    | 20 a 24 | 8     |
| 48    | 15 a 19 | 44    |
| 32    | 10 a 14 | 36    |
| 28    | 5 a 9   | 32    |
| 8     | 0 a 4   | 12    |

## Economia
El 2007 la població en edat de treballar era de 511 persones, 395 eren actives i 116 eren inactives. De les 395 persones actives 366 estaven ocupades (200 homes i 166 dones) i 29 estaven aturades (15 homes i 14 dones). De les 116 persones inactives 33 estaven jubilades, 50 estaven estudiant i 33 estaven classificades com a «altres inactius».

### Ingressos
El 2009 a Pouligney-Lusans hi havia 283 unitats fiscals que integraven 770,5 persones, la mediana anual d'ingressos fiscals per persona era de 19.227 €.

### Activitats econòmiques
Dels 17 establiments que hi havia el 2007, 1 era d'una empresa alimentària, 1 d'una empresa de fabricació d'altres productes industrials, 3 d'empreses de construcció, 2 d'empreses de comerç i reparació d'automòbils, 1 d'una empresa financera, 5 d'empreses de serveis, 3 d'entitats de l'administració pública i 1 d'una empresa classificada com a «altres activitats de serveis».
Dels 4 establiments de servei als particulars que hi havia el 2009, 1 era un taller de reparació d'automòbils i de material agrícola, 1 fusteria, 1 lampisteria i 1 electricista.
L'únic establiment comercial que hi havia el 2009 era una fleca.
L'any 2000 a Pouligney-Lusans hi havia 6 explotacions agrícoles.

## Equipaments sanitaris i escolars
El 2009 hi havia una escola elemental.

## Poblacions més properes
El següent diagrama mostra les poblacions més properes.